# Liste von Apfelsorten/F
Erläuterungen und Quellen: Siehe Hauptartikel!
| Apfelsorte | Bild                                    | Kreuzung aus                                       | Erstes Auftauchen                                                    | Anmerkungen                                                                                         | Quellen                                                |
| --- | --------------------------------------- | -------------------------------------------------- | -------------------------------------------------------------------- | --------------------------------------------------------------------------------------------------- | ------------------------------------------------------ |
| Fachinger Glasapfel                                                                                                  |                                         |                                                    |                                                                      | | o, p (S. 253), r (S. 40)                               |
| Fagerö |                                         |                                                    |                                                                      | |                                                        |
| Faibella |                                         |                                                    |                                                                      | | o                                                      |
| Fail-Me-Never | Siehe: Muskatrenette                    | Siehe: Muskatrenette                               | Siehe: Muskatrenette                                                 | Siehe: Muskatrenette                                                                                | Siehe: Muskatrenette                                   |
| Fair Maid Of Taunton                                                                                                 |                                         |                                                    |                                                                      | | f                                                      |
| Fairie Queen |                                         |                                                    |                                                                      | | f                                                      |
| Fairs Vortrefflicher                                                                                                 |                                         |                                                    |                                                                      | | h (Nr. 357, S. 404), r (S. 40)                         |
| Fairy (oder: Fairy (Cormack))                                                                                        |                                         |                                                    |                                                                      | | f                                                      |
| Fairy (Cormack) | Siehe: Fairy                            | Siehe: Fairy                                       | Siehe: Fairy                                                         | Siehe: Fairy                                                                                        | Siehe: Fairy                                           |
| Falchs Gulderling |                                         |                                                    |                                                                      | Beschreibung                                                                                        | o, r (S. 40)                                           |
| Fall Harvey |                                         |                                                    |                                                                      | | f                                                      |
| Fall Orange |                                         |                                                    |                                                                      | |                                                        |
| Fall Pippin | Siehe: Weiße Spanische Renette          | Siehe: Weiße Spanische Renette                     | Siehe: Weiße Spanische Renette                                       | Siehe: Weiße Spanische Renette                                                                      | Siehe: Weiße Spanische Renette                         |
| Fall Russet |                                         |                                                    |                                                                      | | f                                                      |
| Fall Wine |                                         |                                                    |                                                                      | |                                                        |
| Fällander Milchapfel                                                                                                 |                                         |                                                    |                                                                      | | o                                                      |
| Fallawater (oder: Fallowater)                                                                                        |                                         |                                                    |                                                                      | | a, d                                                   |
| Fallowater | Siehe: Fallawater                       | Siehe: Fallawater                                  | Siehe: Fallawater                                                    | Siehe: Fallawater                                                                                   | Siehe: Fallawater                                      |
| Falscher Champagner                                                                                                  |                                         |                                                    |                                                                      | | o                                                      |
| Falscher Gravensteiner                                                                                               | Siehe: Geflammter Kardinal              | Siehe: Geflammter Kardinal                         | Siehe: Geflammter Kardinal                                           | Siehe: Geflammter Kardinal                                                                          | Siehe: Geflammter Kardinal                             |
| Falstaff |                                         |                                                    | 1965 (Züchtung) in East Malling, Kent, UK. 1971 (Markteinführung)    | | a, c, f, j, o, r (S. 40)                               |
| Fameuse | Siehe: Snow Apple                       | Siehe: Snow Apple                                  | Siehe: Snow Apple                                                    | Siehe: Snow Apple                                                                                   | Siehe: Snow Apple                                      |
| Family |                                         |                                                    |                                                                      | |                                                        |
| Fanarika | Siehe: Weißer Astrachan                 | Siehe: Weißer Astrachan                            | Siehe: Weißer Astrachan                                              | Siehe: Weißer Astrachan                                                                             | Siehe: Weißer Astrachan                                |
| Fanny |                                         |                                                    |                                                                      | | r (S. 40)                                              |
| Fantasia (oder: Fantazja)                                                                                            |                                         |                                                    |                                                                      | | f, j, r (S. 40)                                        |
| Fantazja | Siehe: Fantasia                         | Siehe: Fantasia                                    | Siehe: Fantasia                                                      | Siehe: Fantasia                                                                                     | Siehe: Fantasia                                        |
| Fara Nume |                                         |                                                    |                                                                      | | f                                                      |
| Faraud | Siehe: Faros                            | Siehe: Faros                                       | Siehe: Faros                                                         | Siehe: Faros                                                                                        | Siehe: Faros                                           |
| Farbschachtel | Siehe: Celler Dickstiel                 | Siehe: Celler Dickstiel                            | Siehe: Celler Dickstiel                                              | Siehe: Celler Dickstiel                                                                             | Siehe: Celler Dickstiel                                |
| Farbenschachtel | Siehe: Celler Dickstiel                 | Siehe: Celler Dickstiel                            | Siehe: Celler Dickstiel                                              | Siehe: Celler Dickstiel                                                                             | Siehe: Celler Dickstiel                                |
| Faro | Siehe: Faros                            | Siehe: Faros                                       | Siehe: Faros                                                         | Siehe: Faros                                                                                        | Siehe: Faros                                           |
| Faros (oder: Faraud, Faro, Grand Faros, Gros Faros, Großer Faros, Pomme de Faro, Pomme de Faros)                     |                                         |                                                    |                                                                      | | f, o, r (S. 40)                                        |
| Farrington |                                         |                                                    |                                                                      | | e                                                      |
| Farthing |                                         |                                                    |                                                                      | |                                                        |
| Fassapfel |                                         |                                                    |                                                                      | | h (Nr. 64, S. 72), o, p (S. 254), r (S. 40)            |
| Fässleapfel | Siehe: Roter Herbstkalvill              | Siehe: Roter Herbstkalvill                         | Siehe: Roter Herbstkalvill                                           | Siehe: Roter Herbstkalvill                                                                          | Siehe: Roter Herbstkalvill                             |
| Fastigiata |                                         |                                                    |                                                                      | | e                                                      |
| Father Abraham |                                         |                                                    |                                                                      | |                                                        |
| Faulenzer | Siehe: Siebenschläfer                   | Siehe: Siebenschläfer                              | Siehe: Siebenschläfer                                                | Siehe: Siebenschläfer                                                                               | Siehe: Siebenschläfer                                  |
| Faversham Creek Seedling                                                                                             |                                         |                                                    |                                                                      | | f                                                      |
| Fearns Pepping (oder: Fearn's Pippin)                                                                                |                                         |                                                    |                                                                      | | a, f, r (S. 40)                                        |
| Fearn's Pippin | Siehe: Fearns Pepping                   | Siehe: Fearns Pepping                              | Siehe: Fearns Pepping                                                | Siehe: Fearns Pepping                                                                               | Siehe: Fearns Pepping                                  |
| Fechenbacher Streifling                                                                                              |                                         |                                                    |                                                                      | | r (S. 40)                                              |
| Fehlerapfel |                                         |                                                    |                                                                      | | r (S. 40)                                              |
| Feigenapfel |                                         |                                                    |                                                                      | | r (S. 40)                                              |
| Feigenapfel Ohne Blüte                                                                                               |                                         |                                                    |                                                                      | | o, r (S. 40)                                           |
| Fekete Tanyeralma |                                         |                                                    | 1909 (beschrieben) in Rumänien                                       | | f, g (S. 212)                                          |
| Feldhusenapfel |                                         |                                                    |                                                                      | | r (S. 40)                                              |
| Feldkirchner Renette                                                                                                 | Siehe: Celler Dickstiel                 | Siehe: Celler Dickstiel                            | Siehe: Celler Dickstiel                                              | Siehe: Celler Dickstiel                                                                             | Siehe: Celler Dickstiel                                |
| Feldrenette |                                         |                                                    |                                                                      | | o, r (S. 40)                                           |
| Feldschützenapfel | Siehe: Frankenbacher Dauerapfel         | Siehe: Frankenbacher Dauerapfel                    | Siehe: Frankenbacher Dauerapfel                                      | Siehe: Frankenbacher Dauerapfel                                                                     | Siehe: Frankenbacher Dauerapfel                        |
| Felix |                                         |                                                    |                                                                      | | o                                                      |
| Feltham Beauty | Siehe: Feldhams Schöner                 | Siehe: Feldhams Schöner                            | Siehe: Feldhams Schöner                                              | Siehe: Feldhams Schöner                                                                             | Siehe: Feldhams Schöner                                |
| Felthams Schöner (oder: Feltham Beauty)                                                                              |                                         | Cox Orange × Unbekannt                             |                                                                      | | a, f, r (S. 40)                                        |
| Fengapi |                                         |                                                    |                                                                      | | r (S. 41)                                              |
| Fenouillet De Ribours                                                                                                |                                         |                                                    |                                                                      | | f                                                      |
| Fenouillet Gris | Siehe: Grauer Fenchelapfel              | Siehe: Grauer Fenchelapfel                         | Siehe: Grauer Fenchelapfel                                           | Siehe: Grauer Fenchelapfel                                                                          | Siehe: Grauer Fenchelapfel                             |
| Fenouillet Rouge | Siehe: Gestreifter Fenchelapfel         | Siehe: Gestreifter Fenchelapfel                    | Siehe: Gestreifter Fenchelapfel                                      | Siehe: Gestreifter Fenchelapfel                                                                     | Siehe: Gestreifter Fenchelapfel                        |
| Festival |                                         |                                                    |                                                                      | |                                                        |
| Fettapfel |                                         |                                                    |                                                                      | | j, o, r (S. 41)                                        |
| Fette Gold-Renette                                                                                                   |                                         |                                                    |                                                                      | | h (Nr. 528, S. 585), r (S. 41)                         |
| Feuerarsch |                                         |                                                    |                                                                      | | j                                                      |
| Feuerfarbiger Streifling                                                                                             |                                         |                                                    |                                                                      | | r (S. 41)                                              |
| Feuerroter Taubenapfel                                                                                               | Siehe: Ildröd Taubenapfel               | Siehe: Ildröd Taubenapfel                          | Siehe: Ildröd Taubenapfel                                            | Siehe: Ildröd Taubenapfel                                                                           | Siehe: Ildröd Taubenapfel                              |
| Feuillemorte |                                         |                                                    |                                                                      | | f, r (S. 41)                                           |
| Feyerabends Tafelapfel                                                                                               |                                         |                                                    |                                                                      | | r (S. 41)                                              |
| Fey's Record | Siehe: Feys Rekord                      | Siehe: Feys Rekord                                 | Siehe: Feys Rekord                                                   | Siehe: Feys Rekord                                                                                  | Siehe: Feys Rekord                                     |
| Feys Rekord (oder: Fey's Record)                                                                                     |                                         |                                                    |                                                                      | Beschreibung                                                                                        | o, r (S. 41)                                           |
| Field Spy |                                         |                                                    |                                                                      | | e                                                      |
| Fießers Erstling |                                         |                                                    | um 1890, Baden-Baden                                                 | | f, j, o, p (S. 255), r (S. 41)                         |
| Fiesta (oder: Red Pippin, T 31/13, Zuchtnummer T 31/13)                                                              |                                         | Cox Orange × Idared                                | 1972 in Kent, UK                                                     | Fruchtig süß. Leicht mehlig im Biss.                                                                | a, c, d, e, f, j, o, r (S. 41)                         |
| Fil Jaune |                                         |                                                    |                                                                      | | f                                                      |
| Fil Rouge |                                         |                                                    |                                                                      | | o                                                      |
| Filippa (oder: Filippas Apfel)                                                                                       |                                         |                                                    |                                                                      | | a, f, j, o, r (S. 41)                                  |
| Filippas Apfel | Siehe: Filippa                          | Siehe: Filippa                                     | Siehe: Filippa                                                       | Siehe: Filippa                                                                                      | Siehe: Filippa                                         |
| Fillbarrel |                                         |                                                    |                                                                      | | e, f                                                   |
| Fillbasket | Siehe: Weißer Kentischer Pepping        | Siehe: Weißer Kentischer Pepping                   | Siehe: Weißer Kentischer Pepping                                     | Siehe: Weißer Kentischer Pepping                                                                    | Siehe: Weißer Kentischer Pepping                       |
| Fillingham Pippin |                                         |                                                    |                                                                      | | e, f                                                   |
| Finasso |                                         |                                                    |                                                                      | | f                                                      |
| Findling Aus Bedfordshire (oder: Bedfordshire Foundling, Findling Von Bedfordshire)                                  |                                         |                                                    | 1800 in Bedfordshire                                                 | | a, b, f, h (Nr. 306, S. 343), o, p (S. 256), r (S. 41) |
| Findling Von Bedfordshire                                                                                            | Siehe: Findling Aus Bedfordshire        | Siehe: Findling Aus Bedfordshire                   | Siehe: Findling Aus Bedfordshire                                     | Siehe: Findling Aus Bedfordshire                                                                    | Siehe: Findling Aus Bedfordshire                       |
| Fink |                                         |                                                    |                                                                      | |                                                        |
| Finkenwerder | Siehe: Finkenwerder Herbstprinz         | Siehe: Finkenwerder Herbstprinz                    | Siehe: Finkenwerder Herbstprinz                                      | Siehe: Finkenwerder Herbstprinz                                                                     | Siehe: Finkenwerder Herbstprinz                        |
| Finkenwerder Herbstprinz (oder: Finkenwerder, Finkenwerder Prinz, Finkenwerder Prinzenapfel, Hasenkopf, Herbstprinz) |                                         |                                                    | 18. Jahrhundert in Norddeutschland                                   | | f, j, o, r (S. 41)                                     |
| Finkenwerder Prinz                                                                                                   | Siehe: Finkenwerder Herbstprinz         | Siehe: Finkenwerder Herbstprinz                    | Siehe: Finkenwerder Herbstprinz                                      | Siehe: Finkenwerder Herbstprinz                                                                     | Siehe: Finkenwerder Herbstprinz                        |
| Finkenwerder Prinzenapfel                                                                                            | Siehe: Finkenwerder Herbstprinz         | Siehe: Finkenwerder Herbstprinz                    | Siehe: Finkenwerder Herbstprinz                                      | Siehe: Finkenwerder Herbstprinz                                                                     | Siehe: Finkenwerder Herbstprinz                        |
| Finkenwerder Winterrambur                                                                                            |                                         |                                                    |                                                                      | | r (S. 41)                                              |
| Firefly |                                         |                                                    |                                                                      | | e                                                      |
| Firegold |                                         |                                                    |                                                                      | | o                                                      |
| Fireside |                                         |                                                    | 1943 in Minnesota, USA                                               | | a, c, f, r (S. 41)                                     |
| Firm Gold | Siehe: Firmgold                         | Siehe: Firmgold                                    | Siehe: Firmgold                                                      | Siehe: Firmgold                                                                                     | Siehe: Firmgold                                        |
| Firmgold (oder: Firm Gold)                                                                                           |                                         |                                                    |                                                                      | | a, e, f                                                |
| Fischbacher Süßapfel                                                                                                 |                                         |                                                    |                                                                      | | o                                                      |
| Fischbacher Weinapfel                                                                                                |                                         |                                                    |                                                                      | | p (S. 257), r (S. 42)                                  |
| Fisell Golden |                                         |                                                    |                                                                      | | e                                                      |
| Fisher Fortune |                                         |                                                    |                                                                      | | f                                                      |
| Fishkill |                                         |                                                    |                                                                      | |                                                        |
| Fishs Rambour |                                         |                                                    |                                                                      | | h (Nr. 251, S. 282), j, r (S. 42)                      |
| Fittinghofs Renette                                                                                                  |                                         |                                                    |                                                                      | | r (S. 42)                                              |
| Five Crown Pippin | Siehe: London Pepping                   | Siehe: London Pepping                              | Siehe: London Pepping                                                | Siehe: London Pepping                                                                               | Siehe: London Pepping                                  |
| Flachrunder Nonpareil                                                                                                |                                         |                                                    |                                                                      | | r (S. 42)                                              |
| Flädie |                                         |                                                    |                                                                      | | o, r (S. 42)                                           |
| Flamboyante | Siehe: Mairac                           | Siehe: Mairac                                      | Siehe: Mairac                                                        | Siehe: Mairac                                                                                       | Siehe: Mairac                                          |
| Flame |                                         |                                                    |                                                                      | | f                                                      |
| Flame (Holzapfel) |                                         |                                                    |                                                                      | Holzapfelsorte                                                                                      |                                                        |
| Flamenco | Siehe: Obelisk                          | Siehe: Obelisk                                     | Siehe: Obelisk                                                       | Siehe: Obelisk                                                                                      | Siehe: Obelisk                                         |
| Flammänder |                                         |                                                    |                                                                      | | r (S. 42)                                              |
| Flandrischer Rambour (oder: Rambour De Flandre, Rambour des Flandres)                                                |                                         |                                                    |                                                                      | | h (Nr. 284, S. 317), j, o, p (S. 258), r (S. 42)       |
| Fleiner |                                         |                                                    |                                                                      | | j, r (S. 42)                                           |
| Fleiner Petit | Siehe: Kleiner Fleiner                  | Siehe: Kleiner Fleiner                             | Siehe: Kleiner Fleiner                                               | Siehe: Kleiner Fleiner                                                                              | Siehe: Kleiner Fleiner                                 |
| Fleisbacher Kernapfel                                                                                                |                                         |                                                    |                                                                      | | p (S. 259), r (S. 42)                                  |
| Fleisbacher Rambour                                                                                                  |                                         |                                                    |                                                                      | | p (S. 260), r (S. 42)                                  |
| Fletcher Russet |                                         |                                                    |                                                                      | |                                                        |
| Fletcher's Prolific                                                                                                  |                                         |                                                    |                                                                      | | f, r (S. 42)                                           |
| Fleuritard |                                         |                                                    |                                                                      | | f, o                                                   |
| Fleuritard Rouge |                                         |                                                    |                                                                      | | f                                                      |
| Flexilis |                                         |                                                    |                                                                      | | e                                                      |
| Fliegenschisser |                                         |                                                    |                                                                      | | r (S. 42)                                              |
| Flora Mundi |                                         |                                                    |                                                                      | |                                                        |
| Florence |                                         |                                                    |                                                                      | |                                                        |
| Florence Bennett |                                         |                                                    |                                                                      | | f                                                      |
| Florentinerapfel | Siehe: Danziger Kantapfel               | Siehe: Danziger Kantapfel                          | Siehe: Danziger Kantapfel                                            | Siehe: Danziger Kantapfel                                                                           | Siehe: Danziger Kantapfel                              |
| Florianer Pepping |                                         |                                                    |                                                                      | | r (S. 42)                                              |
| Florianer Rosenapfel (oder: Rose De Saint-Florian)                                                                   |                                         |                                                    |                                                                      | | f, h (Nr. 193, S. 214), j, r (S. 42)                   |
| Florianer Rosmarin                                                                                                   |                                         |                                                    |                                                                      | | r (S. 42)                                              |
| Florina (oder: Querina)                                                                                              | Florina                                 |                                                    | 1977 in Angers, Frankreich                                           | | a, c, e, f, j, o, r (S. 42)                            |
| Flower Of Kent (oder: Isaac Newton, Isaac Newton's Apple, Isaac Newton's Tree)                                       |                                         |                                                    | 15. Jahrhundert (Zucht) in Kent, UK. 1629 (dokumentiert).            | | a, c, f, g (S. 226), s                                 |
| Flower Of The Town                                                                                                   |                                         |                                                    |                                                                      | | f                                                      |
| Floyd |                                         |                                                    |                                                                      | |                                                        |
| Flushing Spitzenburg                                                                                                 |                                         |                                                    |                                                                      | |                                                        |
| Fockes Renette |                                         |                                                    |                                                                      | | r (S. 42)                                              |
| Föhrer Weinsaurer |                                         |                                                    |                                                                      | |                                                        |
| Folkestone |                                         |                                                    |                                                                      | | f                                                      |
| Fon's Spring |                                         |                                                    |                                                                      | | f                                                      |
| Foote |                                         |                                                    |                                                                      | |                                                        |
| Forellen-Renette | Siehe: Karmeliterrenette                | Siehe: Karmeliterrenette                           | Siehe: Karmeliterrenette                                             | Siehe: Karmeliterrenette                                                                            | Siehe: Karmeliterrenette                               |
| Forellenapfel |                                         |                                                    |                                                                      | Benannt durch Richard Zorn.                                                                         | p (S. 261)                                             |
| Forellenrenette | Siehe: Karmeliterrenette                | Siehe: Karmeliterrenette                           | Siehe: Karmeliterrenette                                             | Siehe: Karmeliterrenette                                                                            | Siehe: Karmeliterrenette                               |
| Forest (oder: Red Codlin)                                                                                            |                                         |                                                    |                                                                      | Beschreibung                                                                                        | r (S. 42)                                              |
| Forest Styre (oder: Stire, Stirom, Styre)                                                                            |                                         |                                                    | vor 1600 in Forest of Dean                                           | Mostapfel                                                                                           | c                                                      |
| Forester |                                         |                                                    |                                                                      | | f                                                      |
| Forever |                                         |                                                    |                                                                      | | o                                                      |
| Forfar |                                         |                                                    |                                                                      | | a                                                      |
| Forfar-Pepping |                                         |                                                    |                                                                      | | h (Nr. 570, S. 631)                                    |
| Forge |                                         |                                                    |                                                                      | | f, r (S. 42)                                           |
| Forman's Crew |                                         |                                                    |                                                                      | |                                                        |
| Forpear |                                         |                                                    |                                                                      | | f                                                      |
| Förster Sauer |                                         |                                                    | Anfang 20. Jahrhundert                                               | | r (S. 43)                                              |
| Fortosh |                                         |                                                    |                                                                      | | f                                                      |
| Fort's Prize |                                         |                                                    |                                                                      | |                                                        |
| Fortune (oder: Laxton's Fortune)                                                                                     |                                         | Cox Orange × Unbekannt                             | 1904                                                                 | | a, c, f, g (S. 214), j, o                              |
| Forty Shilling |                                         |                                                    |                                                                      | | f                                                      |
| Foster's Seedling |                                         |                                                    |                                                                      | | a, f                                                   |
| Foulden Pearmain |                                         |                                                    |                                                                      | | f                                                      |
| Foulkes' Foremost |                                         |                                                    |                                                                      | | f                                                      |
| Four Square |                                         |                                                    |                                                                      | | f                                                      |
| Fourth Of July |                                         |                                                    |                                                                      | |                                                        |
| Foxwhelp |                                         |                                                    | um 1600 in Gloucestershire, England                                  | | a, c, e                                                |
| Sommerkalvill | Siehe: Fraas' Sommer-Calvill            | Siehe: Fraas' Sommer-Calvill                       | Siehe: Fraas' Sommer-Calvill                                         | Siehe: Fraas' Sommer-Calvill                                                                        | Siehe: Fraas' Sommer-Calvill                           |
| Fraas' Sommer-Calvill (oder: Fraas' Sommerkalvill, Fraas' Weißer Sommerkalvill)                                      |                                         |                                                    |                                                                      | Benannt nach Carl Fraas                                                                             | h (Nr. 10, S. 13), o, r (S. 43)                        |
| Fraas' Sommerkalvill                                                                                                 | Siehe: Fraas' Sommer-Calvill            | Siehe: Fraas' Sommer-Calvill                       | Siehe: Fraas' Sommer-Calvill                                         | Siehe: Fraas' Sommer-Calvill                                                                        | Siehe: Fraas' Sommer-Calvill                           |
| Fraas' Weißer Sommerkalvill                                                                                          | Siehe: Fraas' Sommer-Calvill            | Siehe: Fraas' Sommer-Calvill                       | Siehe: Fraas' Sommer-Calvill                                         | Siehe: Fraas' Sommer-Calvill                                                                        | Siehe: Fraas' Sommer-Calvill                           |
| Fraise De Buhler |                                         |                                                    | Vermutlich in Bühl                                                   | | f, g (S. 214)                                          |
| Framboise | Siehe: Roter Winter-Himbeerapfel        | Siehe: Roter Winter-Himbeerapfel                   | Siehe: Roter Winter-Himbeerapfel                                     | Siehe: Roter Winter-Himbeerapfel                                                                    | Siehe: Roter Winter-Himbeerapfel                       |
| Framboise Doberland                                                                                                  | Siehe: Gestreifter Herbstkalvill        | Siehe: Gestreifter Herbstkalvill                   | Siehe: Gestreifter Herbstkalvill                                     | Siehe: Gestreifter Herbstkalvill                                                                    | Siehe: Gestreifter Herbstkalvill                       |
| Franc Bon Pommier | Siehe: Langer Bellefleur                | Siehe: Langer Bellefleur                           | Siehe: Langer Bellefleur                                             | Siehe: Langer Bellefleur                                                                            | Siehe: Langer Bellefleur                               |
| Franc-Bon-Pommier (Moselle)                                                                                          |                                         |                                                    |                                                                      | | f                                                      |
| Franc Croquet | Siehe: Langer Bellefleur                | Siehe: Langer Bellefleur                           | Siehe: Langer Bellefleur                                             | Siehe: Langer Bellefleur                                                                            | Siehe: Langer Bellefleur                               |
| Franc Real | Siehe: Königlicher Edelapfel            | Siehe: Königlicher Edelapfel                       | Siehe: Königlicher Edelapfel                                         | Siehe: Königlicher Edelapfel                                                                        | Siehe: Königlicher Edelapfel                           |
| Franc Roseau |                                         |                                                    |                                                                      | | o                                                      |
| Francatu |                                         |                                                    |                                                                      | | o                                                      |
| France |                                         |                                                    |                                                                      | |                                                        |
| France Deliquet |                                         |                                                    |                                                                      | | e, f                                                   |
| Francis (oder: Francis (Thorrington))                                                                                |                                         | Cox Orange × Unbekannt                             |                                                                      | | f                                                      |
| Francis (Thorrington)                                                                                                | Siehe: Francis                          | Siehe: Francis                                     | Siehe: Francis                                                       | Siehe: Francis                                                                                      | Siehe: Francis                                         |
| Françoise |                                         |                                                    |                                                                      | | o                                                      |
| Francoper Prinz |                                         |                                                    |                                                                      | | j                                                      |
| Frankenbacher | Siehe: Frankenbacher Dauerapfel         | Siehe: Frankenbacher Dauerapfel                    | Siehe: Frankenbacher Dauerapfel                                      | Siehe: Frankenbacher Dauerapfel                                                                     | Siehe: Frankenbacher Dauerapfel                        |
| Frankenbacher Dauerapfel (oder: Feldschützenapfel, Frankenbacher, Frankenbacher Feldschützapfel)                     |                                         |                                                    | vor 1760 Frankenbach bei Heilbronn                                   | | j, o                                                   |
| Frankenbacher Feldschützapfel                                                                                        | Siehe: Frankenbacher Dauerapfel         | Siehe: Frankenbacher Dauerapfel                    | Siehe: Frankenbacher Dauerapfel                                      | Siehe: Frankenbacher Dauerapfel                                                                     | Siehe: Frankenbacher Dauerapfel                        |
| Frankenhäuser Apothekerapfel                                                                                         |                                         |                                                    |                                                                      | | r (S. 43)                                              |
| Frankenhäuser Cox (oder: Wo 06)                                                                                      |                                         |                                                    |                                                                      | | r (S. 43)                                              |
| Frankenhäuser Glockenapfel (oder: Wo 03)                                                                             |                                         |                                                    |                                                                      | | r (S. 43)                                              |
| Frankenhäuser Goldstück (oder: Bfpz 03)                                                                              |                                         |                                                    |                                                                      | | r (S. 43)                                              |
| Frankenhäuser Herbstgoldener                                                                                         |                                         |                                                    |                                                                      | | r (S. 43)                                              |
| Frankenhäuser Rosenapfel                                                                                             |                                         |                                                    |                                                                      | | r (S. 43)                                              |
| Frankenhäuser Sommerapfel                                                                                            |                                         |                                                    |                                                                      | | r (S. 43)                                              |
| Frankenhäuser Zitronenapfel (oder: Bfpz 02)                                                                          |                                         |                                                    |                                                                      | | r (S. 43)                                              |
| Frankenhisser Bananenapfel (oder: Bfpz 01)                                                                           |                                         |                                                    |                                                                      | | r (S. 43)                                              |
| Frankenhisser Bruchstiel                                                                                             |                                         |                                                    |                                                                      | | r (S. 43)                                              |
| Frankenhisser Müntzerapfel (oder: Bf 05)                                                                             |                                         |                                                    |                                                                      | | r (S. 43)                                              |
| Frankenhisser Reinette                                                                                               | Siehe: Frankenhisser Renette            | Siehe: Frankenhisser Renette                       | Siehe: Frankenhisser Renette                                         | Siehe: Frankenhisser Renette                                                                        | Siehe: Frankenhisser Renette                           |
| Frankenhisser Renette (oder: Bf 16, Frankenhisser Reinette)                                                          |                                         |                                                    |                                                                      | | r (S. 43)                                              |
| Frankenhisser Siederapfel                                                                                            |                                         |                                                    |                                                                      | | r (S. 43)                                              |
| Frankenhisser Winterapfel (oder: Bf 19)                                                                              |                                         |                                                    |                                                                      | | r (S. 43)                                              |
| Frankenhisser Winterstreifling (oder: Bf 03)                                                                         |                                         |                                                    |                                                                      | | r (S. 43)                                              |
| Frankensteiner |                                         |                                                    |                                                                      | | p (S. 262)                                             |
| Frankettu |                                         |                                                    |                                                                      | | f                                                      |
| Frankfurter Apfel |                                         |                                                    |                                                                      | | j                                                      |
| Frankfurter Kochapfel                                                                                                |                                         |                                                    |                                                                      | | p (S. 263), r (S. 43)                                  |
| Frankfurter Matapfel                                                                                                 | Siehe: Igstädter Matapfel               | Siehe: Igstädter Matapfel                          | Siehe: Igstädter Matapfel                                            | Siehe: Igstädter Matapfel                                                                           | Siehe: Igstädter Matapfel                              |
| Fränkischer Breitling                                                                                                |                                         |                                                    |                                                                      | Benannt durch Richard Zorn.                                                                         | p (S. 265)                                             |
| Fränkischer Esslinger                                                                                                | Siehe: Fränkischer Esslinger Streifling | Siehe: Fränkischer Esslinger Streifling            | Siehe: Fränkischer Esslinger Streifling                              | Siehe: Fränkischer Esslinger Streifling                                                             | Siehe: Fränkischer Esslinger Streifling                |
| Fränkischer Esslinger Streifling (oder: Fränkischer Esslinger)                                                       |                                         |                                                    |                                                                      | | r (S. 44)                                              |
| Fränkischer Horchheimer Streifling                                                                                   |                                         |                                                    |                                                                      | | r (S. 44)                                              |
| Fränkischer Köngsapfel                                                                                               |                                         |                                                    | In Nürnberg                                                          | Plattapfel                                                                                          | l (S. 11), p (S. 266), r (S. 44)                       |
| Fränkischer Pepping                                                                                                  |                                         |                                                    |                                                                      | | p (S. 267)                                             |
| Fränkischer Streifling                                                                                               |                                         |                                                    |                                                                      | | p (S. 268)                                             |
| Franklin |                                         |                                                    | a                                                                    | |                                                        |
| Franklin's Golden Pippin                                                                                             | Siehe: Franklins Goldpepping            | Siehe: Franklins Goldpepping                       | Siehe: Franklins Goldpepping                                         | Siehe: Franklins Goldpepping                                                                        | Siehe: Franklins Goldpepping                           |
| Franklins Goldpepping (oder: Franklin's Golden Pippin)                                                               |                                         |                                                    |                                                                      | | r (S. 44)                                              |
| Franksenapfel |                                         |                                                    |                                                                      | | j, r (S. 44)                                           |
| Franse Belle Fleur                                                                                                   | Siehe: Langer Bellefleur                | Siehe: Langer Bellefleur                           | Siehe: Langer Bellefleur                                             | Siehe: Langer Bellefleur                                                                            | Siehe: Langer Bellefleur                               |
| Franse Renette | Siehe: Edel-Renette                     | Siehe: Edel-Renette                                | Siehe: Edel-Renette                                                  | Siehe: Edel-Renette                                                                                 | Siehe: Edel-Renette                                    |
| Franzdruwapfel |                                         |                                                    |                                                                      | | o                                                      |
| Franzosenapfel |                                         |                                                    |                                                                      | | j                                                      |
| Französische Edelrenette (oder: Edelrenette)                                                                         |                                         |                                                    |                                                                      | | o, r (S. 33)                                           |
| Französische Gold-Renette (oder: Edelroter Vom Bodensee, Reinette Dorée, Renette Von Tettnang)                       |                                         |                                                    |                                                                      | | h (Nr. 517, S. 574), j, o, r (S. 44)                   |
| Französische Quittenrenette                                                                                          |                                         |                                                    |                                                                      | | r (S. 44)                                              |
| Französische Renette                                                                                                 |                                         |                                                    |                                                                      | | r (S. 44)                                              |
| Französischer Herbstkalvill                                                                                          | Siehe: Roter Herbstkalvill              | Siehe: Roter Herbstkalvill                         | Siehe: Roter Herbstkalvill                                           | Siehe: Roter Herbstkalvill                                                                          | Siehe: Roter Herbstkalvill                             |
| Französischer Kardinal                                                                                               |                                         |                                                    |                                                                      | | r (S. 44)                                              |
| Französischer Klapperapfel (oder: Cliquette)                                                                         |                                         |                                                    |                                                                      | | l (S. 31), r (S. 44)                                   |
| Französischer Königlicher Edelapfel                                                                                  | Siehe: Königlicher Edelapfel            | Siehe: Königlicher Edelapfel                       | Siehe: Königlicher Edelapfel                                         | Siehe: Königlicher Edelapfel                                                                        | Siehe: Königlicher Edelapfel                           |
| Französischer Prinzessinapfel                                                                                        |                                         |                                                    |                                                                      | | h (Nr. 605, S. 672), o, r (S. 44)                      |
| Französischer Quittenapfel                                                                                           | Siehe: Weißer Winter-Calville           | Siehe: Weißer Winter-Calville                      | Siehe: Weißer Winter-Calville                                        | Siehe: Weißer Winter-Calville                                                                       | Siehe: Weißer Winter-Calville                          |
| Französischer Rosenapfel                                                                                             |                                         |                                                    |                                                                      | | r (S. 45)                                              |
| Französischer Tiroler                                                                                                |                                         |                                                    |                                                                      | | j                                                      |
| Französischer Weinling                                                                                               |                                         |                                                    |                                                                      | | o, r (S. 45)                                           |
| Fraschdorfer Streifling                                                                                              |                                         |                                                    |                                                                      | | h (Nr. 638, S. 706), r (S. 45)                         |
| Frau Margarete Von Stosch                                                                                            |                                         |                                                    | vor 1947                                                             | | f, j, o, r (S. 45)                                     |
| Frauen-Calville | Siehe: Frauenkalvill                    | Siehe: Frauenkalvill                               | Siehe: Frauenkalvill                                                 | Siehe: Frauenkalvill                                                                                | Siehe: Frauenkalvill                                   |
| Frauen-Rotacher | Siehe: Frauenrotacher                   | Siehe: Frauenrotacher                              | Siehe: Frauenrotacher                                                | Siehe: Frauenrotacher                                                                               | Siehe: Frauenrotacher                                  |
| Frauenapfel |                                         |                                                    |                                                                      | | o, r (S. 45)                                           |
| Frauenkalvill (oder: Calville Des Femmes, Frauen-Calville)                                                           |                                         |                                                    | 1850 in Angers, Frankreich                                           | Beschreibung                                                                                        | f, g (S. 196), h (Nr. 107, S. 121), o, r (S. 45)       |
| Frauenrotacher (oder: Chataignier, Châtaignier, Frauen-Rotacher, Frauenrothacher, Fraurotacher)                      |                                         |                                                    |                                                                      | | a, e, f, g (S. 198), h (Nr. 600, S. 667), o, r (S. 45) |
| Frauenrothacher | Siehe: Frauenrotacher                   | Siehe: Frauenrotacher                              | Siehe: Frauenrotacher                                                | Siehe: Frauenrotacher                                                                               | Siehe: Frauenrotacher                                  |
| Fräulein | Siehe: Gs 66                            | Siehe: Gs 66                                       | Siehe: Gs 66                                                         | Siehe: Gs 66                                                                                        | Siehe: Gs 66                                           |
| Fraurotacher | Siehe: Frauenrotacher                   | Siehe: Frauenrotacher                              | Siehe: Frauenrotacher                                                | Siehe: Frauenrotacher                                                                               | Siehe: Frauenrotacher                                  |
| Frazier's Spur |                                         |                                                    |                                                                      | | e                                                      |
| Fred Webb |                                         |                                                    |                                                                      | | f                                                      |
| Frederick |                                         |                                                    |                                                                      | | f                                                      |
| Fredrik |                                         |                                                    |                                                                      | |                                                        |
| Free Red Star |                                         |                                                    |                                                                      | | e                                                      |
| Freedom |                                         |                                                    |                                                                      | | a, d, e, f, o, r (S. 45)                               |
| Freiburger Prinz | Siehe: Freiburger Prinzenapfel          | Siehe: Freiburger Prinzenapfel                     | Siehe: Freiburger Prinzenapfel                                       | Siehe: Freiburger Prinzenapfel                                                                      | Siehe: Freiburger Prinzenapfel                         |
| Freiburger Prinzenapfel (oder: Freiburger Prinz, Schöner Aus Haseldorf, Schöner Von Haseldorf)                       |                                         | Zufallssämling                                     | 1860 Haseldorfer Marsch                                              | | j, o, r (S. 45)                                        |
| Freiburger Renette                                                                                                   |                                         |                                                    |                                                                      | | r (S. 45)                                              |
| Freiherr Von Berlepsch                                                                                               | Siehe: Berlepsch                        | Siehe: Berlepsch                                   | Siehe: Berlepsch                                                     | Siehe: Berlepsch                                                                                    | Siehe: Berlepsch                                       |
| Freiherr Von Hallberg (oder: Bay 4146)                                                                               |                                         | Pinova × Topaz                                     | Dr. Michael Neumüller, Bayerisches Obstzentrum Hallbergmoos          | Unter der Bezeichnung ‘Bay 4146’ zum deutschen und gemeinschaftlichen (EU) Sortenschutz angemeldet. | j                                                      |
| Freiherr Von Hausen                                                                                                  |                                         |                                                    |                                                                      | | j, r (S. 45)                                           |
| Freiherr Von Trauttenberg                                                                                            |                                         |                                                    |                                                                      | | h (Nr. 115, S. 129), l (S. 41), o, r (S. 45)           |
| Freiherr Von Ulmenstein (oder: Ulmenstein)                                                                           |                                         |                                                    |                                                                      | |                                                        |
| Freinsheimer Taffetapfel                                                                                             |                                         | Zufallssämling                                     | 2. Hälfte des 19. Jahrhunderts in Freinsheim                         | Süßlich, weinsäuerlich. Beschreibung                                                                | j, o, r (S. 45)                                        |
| Fremy |                                         |                                                    |                                                                      | | f                                                      |
| French Crab |                                         |                                                    |                                                                      | | f, r (S. 45)                                           |
| French Pippin |                                         |                                                    |                                                                      | |                                                        |
| Fréquin |                                         |                                                    |                                                                      | | e                                                      |
| Fréquin Auduera |                                         |                                                    |                                                                      | | e                                                      |
| Fréquin Rouge |                                         |                                                    |                                                                      | | e                                                      |
| Fréquin Rouge Petit                                                                                                  |                                         |                                                    |                                                                      | Herstellung von Cidre                                                                               |                                                        |
| Fresco (oder: Wellant)                                                                                               |                                         | Elise × Zuchtklon                                  | 1987 Wageningen, Niederlande                                         | Zur Ernte säurebetont, später mit süßem, fruchtigem Aroma. Beschreibung                             | o                                                      |
| Freudenbacher |                                         |                                                    |                                                                      | | s                                                      |
| Freudenberger Nützerling                                                                                             |                                         |                                                    |                                                                      | | j, o, r (S. 45)                                        |
| Freundapfel |                                         |                                                    | 1865 Kanton in Thurgau, Schweiz                                      | | r (S. 45)                                              |
| Freya (oder: Wur 037)                                                                                                |                                         | Elise x 1984-015-017 (eine schorfresistente Sorte) | September 2019, Wageningen, Niederlande                              | |                                                        |
| Freyberg |                                         | Cox Orange × Golden Delicious                      |                                                                      | | a, e, f, j, o, r (S. 45)                               |
| Friandise |                                         |                                                    |                                                                      | | f                                                      |
| Friedberger Bohnapfel                                                                                                |                                         |                                                    | Die Deutsche Genbank Obst nennt als Synonym auch Winzerprinzenapfel. | | j, o, r (S. 45)                                        |
| Friedli |                                         |                                                    |                                                                      | | o                                                      |
| Friedrich August Von Sachsen                                                                                         | Siehe: Gascoynes Scharlachroter         | Siehe: Gascoynes Scharlachroter                    | Siehe: Gascoynes Scharlachroter                                      | Siehe: Gascoynes Scharlachroter                                                                     | Siehe: Gascoynes Scharlachroter                        |
| Friedrich Der Große                                                                                                  |                                         |                                                    |                                                                      | | f                                                      |
| Friesenapfel |                                         |                                                    |                                                                      | | j                                                      |
| Frogmore Prolific | Siehe: Fruchtbarer Aus Frogmore         | Siehe: Fruchtbarer Aus Frogmore                    | Siehe: Fruchtbarer Aus Frogmore                                      | Siehe: Fruchtbarer Aus Frogmore                                                                     | Siehe: Fruchtbarer Aus Frogmore                        |
| Fromme Scab Resistant                                                                                                |                                         |                                                    |                                                                      | | f                                                      |
| Fromms Himbeerstreifling                                                                                             |                                         |                                                    |                                                                      | | r (S. 45)                                              |
| Fromms Goldrenette                                                                                                   | Siehe: Fromms Renette                   | Siehe: Fromms Renette                              | Siehe: Fromms Renette                                                | Siehe: Fromms Renette                                                                               | Siehe: Fromms Renette                                  |
| Fromms Renette (oder: Fromms Goldrenette, Seebaer Borsdorfer)                                                        |                                         |                                                    |                                                                      | Beschreibung                                                                                        | h (Nr. 328, S. 370), j, o, p (S. 269), r (S. 45)       |
| Frösvidal |                                         |                                                    | Schweden                                                             | Tafelapfel                                                                                          |                                                        |
| Fruchtbarer Aus Frogmore (oder: Frogmore Prolific, Fruchtbarer Von Frogmore)                                         |                                         |                                                    |                                                                      | | f, h (Nr. 397, S. 445), r (S. 46)                      |
| Fruchtbarer Norfolker                                                                                                |                                         |                                                    |                                                                      | | h (Nr. 676, S. 753), r (S. 46)                         |
| Fruchtbarer Von Frogmore                                                                                             | Siehe: Fruchtbarer Aus Frogmore         | Siehe: Fruchtbarer Aus Frogmore                    | Siehe: Fruchtbarer Aus Frogmore                                      | Siehe: Fruchtbarer Aus Frogmore                                                                     | Siehe: Fruchtbarer Aus Frogmore                        |
| Fructo-Flavo |                                         |                                                    |                                                                      | | e                                                      |
| Frühapfel Aus Rouen                                                                                                  | Siehe: Frühapfel Von Rouen              | Siehe: Frühapfel Von Rouen                         | Siehe: Frühapfel Von Rouen                                           | Siehe: Frühapfel Von Rouen                                                                          | Siehe: Frühapfel Von Rouen                             |
| Frühapfel Von Rouen (oder: Frühapfel Aus Rouen)                                                                      |                                         |                                                    |                                                                      | | h (Nr. 463, S. 515), r (S. 46)                         |
| Frühe Goldparmäne |                                         |                                                    |                                                                      | | r (S. 46)                                              |
| Frühe Muskatrenette (oder: Sops In Wine, Sops Of Wine)                                                               |                                         |                                                    |                                                                      | | a, e, f                                                |
| Frühe Rotgefleckte Markrenette                                                                                       |                                         |                                                    |                                                                      | | r (S. 46)                                              |
| Früher Englischer Gewürzpepping                                                                                      |                                         |                                                    |                                                                      | | r (S. 46)                                              |
| Früher Hainbutterapfel                                                                                               | Siehe: Gestreifter Herbstkalvill        | Siehe: Gestreifter Herbstkalvill                   | Siehe: Gestreifter Herbstkalvill                                     | Siehe: Gestreifter Herbstkalvill                                                                    | Siehe: Gestreifter Herbstkalvill                       |
| Früher Nonpareil |                                         |                                                    |                                                                      | | h (Nr. 362, S. 409), o, r (S. 46)                      |
| Früher Franziskusapfel                                                                                               |                                         |                                                    |                                                                      | | r (S. 46)                                              |
| Früher Gelber Balsamapfel                                                                                            |                                         |                                                    |                                                                      | | r (S. 46)                                              |
| Früher Gestreifter Lederrambur                                                                                       |                                         |                                                    |                                                                      | | r (S. 46)                                              |
| Früher Lavendelapfel                                                                                                 |                                         |                                                    |                                                                      | | r (S. 46)                                              |
| Früher Limonadapfel                                                                                                  |                                         |                                                    |                                                                      | | r (S. 46)                                              |
| Früher Muskatnussapfel                                                                                               |                                         |                                                    |                                                                      | | r (S. 46)                                              |
| Früher Prinzenapfel                                                                                                  |                                         |                                                    |                                                                      | | j                                                      |
| Früher Rambur |                                         |                                                    |                                                                      | | r (S. 46)                                              |
| Früher Rosen-Calvill (oder: Früher Rosenkalvill)                                                                     |                                         |                                                    |                                                                      | | l (S. 3f), r (S. 46)                                   |
| Früher Rosenkalvill                                                                                                  | Siehe: Früher Rosen-Calvill             | Siehe: Früher Rosen-Calvill                        | Siehe: Früher Rosen-Calvill                                          | Siehe: Früher Rosen-Calvill                                                                         | Siehe: Früher Rosen-Calvill                            |
| Früher Sperberapfel                                                                                                  |                                         |                                                    |                                                                      | | h (Nr. 147, S. 167), r (S. 47)                         |
| Früher Victoria | Siehe: Früher Victoriaapfel             | Siehe: Früher Victoriaapfel                        | Siehe: Früher Victoriaapfel                                          | Siehe: Früher Victoriaapfel                                                                         | Siehe: Früher Victoriaapfel                            |
| Früher Victoriaapfel (oder: Früher Victoria, Früher Viktoria)                                                        |                                         |                                                    |                                                                      | | j, o, r (S. 47)                                        |
| Früher Viktoria | Siehe: Früher Victoriaapfel             | Siehe: Früher Victoriaapfel                        | Siehe: Früher Victoriaapfel                                          | Siehe: Früher Victoriaapfel                                                                         | Siehe: Früher Victoriaapfel                            |
| Früher Violetter Paradiesapfel                                                                                       |                                         |                                                    |                                                                      | | o, r (S. 47)                                           |
| Früher Wachskalvill                                                                                                  |                                         |                                                    |                                                                      | | r (S. 47)                                              |
| Früher Wiesenapfel                                                                                                   |                                         |                                                    |                                                                      | | r (S. 47)                                              |
| Frühes Seidenhemdchen                                                                                                | Siehe: Sommer-Seidenhemdchen            | Siehe: Sommer-Seidenhemdchen                       | Siehe: Sommer-Seidenhemdchen                                         | Siehe: Sommer-Seidenhemdchen                                                                        | Siehe: Sommer-Seidenhemdchen                           |
| Frumos De Voinesta                                                                                                   |                                         |                                                    |                                                                      | | e                                                      |
| Frureru |                                         |                                                    |                                                                      | | r (S. 47)                                              |
| Frydeland Cox |                                         | Mutation von Cox Orange                            |                                                                      | | f                                                      |
| Fubrax |                                         | Sport von Fuji                                     |                                                                      | |                                                        |
| Fuchsapfel | Siehe: Breitacher                       | Siehe: Breitacher                                  | Siehe: Breitacher                                                    | Siehe: Breitacher                                                                                   | Siehe: Breitacher                                      |
| Fuji |                                         | Ralls × Red Delicious                              | 1939 in Japan                                                        | Sehr süß                                                                                            | a, c, e, f, j, o                                       |
| Fuji 216 |                                         | Mutation von Fuji                                  | Washington. US-Patent erteilt: 1997                                  | US-Patent: PP10141. Züchter: Grady Auvil                                                            | , r (S. 47)                                            |
| Fuji Bc | Siehe: Fuji Bc 2                        | Siehe: Fuji Bc 2                                   | Siehe: Fuji Bc 2                                                     | Siehe: Fuji Bc 2                                                                                    | Siehe: Fuji Bc 2                                       |
| Fuji Bc 2 (oder: Fuji Bc; Fuji Bc Nr .2)                                                                             |                                         |                                                    |                                                                      | | r (S. 47)                                              |
| Fuji Bc Nr .2 | Siehe: Fuji Bc 2                        | Siehe: Fuji Bc 2                                   | Siehe: Fuji Bc 2                                                     | Siehe: Fuji Bc 2                                                                                    | Siehe: Fuji Bc 2                                       |
| Fuji Inra Type 4 (oder: Nagafu No 2)                                                                                 |                                         |                                                    |                                                                      | | f                                                      |
| Fuji Jubilé |                                         | Sport von Fuji                                     |                                                                      | |                                                        |
| Fuji Kiku 8 |                                         | Mutation von Fuji                                  | Alois Braun, Miura / Aomori, Japan                                   | | Beschreibung                                           |
| Fuji Kiku Fubrax |                                         | Mutation von Fuji Kiku 8                           | Kiku GmbH, Italien                                                   | | Beschreibung                                           |
| Fuji Lynd Spur |                                         |                                                    |                                                                      | | e                                                      |
| Fuji Spike |                                         |                                                    |                                                                      | | e                                                      |
| Fukunishiki |                                         |                                                    |                                                                      | | f, j                                                   |
| Fukutami |                                         |                                                    |                                                                      | | f                                                      |
| Fulcher |                                         |                                                    |                                                                      | |                                                        |
| Fuldaer Plattapfel                                                                                                   |                                         |                                                    |                                                                      | | p (S. 270), r (S. 47)                                  |
| Fulford Gala |                                         | Mutation von Gala                                  | Neuseeland. US-Patent erteilt: 1991                                  | Züchter: Noel G. und Keith A. Fulford                                                               | [ 15 ] [ 16 ]                                          |
| Fünfjahresplan | Siehe: Carola                           | Siehe: Carola                                      | Siehe: Carola                                                        | Siehe: Carola                                                                                       | Siehe: Carola                                          |
| Fürst Bismarck |                                         |                                                    |                                                                      | | h (Nr. 548, S. 606)                                    |
| Fürst Blücher |                                         |                                                    |                                                                      | | j, o, r (S. 47)                                        |
| Fürst Günther (oder: Sdhbfs 06)                                                                                      |                                         |                                                    |                                                                      | | r (S. 47)                                              |
| Fürst Lippe |                                         |                                                    |                                                                      | | h (Nr. 244, S. 271), r (S. 47)                         |
| Fürstenapfel |                                         |                                                    |                                                                      | | r (S. 47)                                              |
| Fürstenblut | Siehe: Roter Herbstkalvill              | Siehe: Roter Herbstkalvill                         | Siehe: Roter Herbstkalvill                                           | Siehe: Roter Herbstkalvill                                                                          | Siehe: Roter Herbstkalvill                             |
| Fürstin Anna Luise (oder: Sdhpz 01)                                                                                  |                                         |                                                    |                                                                      | | r (S. 47)                                              |
| Fustiere |                                         |                                                    |                                                                      | | e                                                      |
| Fyan |                                         |                                                    |                                                                      | |                                                        |
| Fyriki |                                         |                                                    |                                                                      | | f                                                      |